# مانیتور گلوسفید
 مانیتور گلو سفید(نام علمی: Varanus albigularis albigularis) نام یک زیرگونه از گونه بزمجه گلوسفید است.